# Kanin
Pour les articles homonymes, voir Kanin.
Le Kanin (ou Kaninski podi) en slovène, ou monte Canin en italien, mont Cjanine en frioulan), parfois mont Canin en français, est un sommet des Alpes culminant à 2 587 mètres d'altitude, dans les Alpes juliennes, sur la frontière entre l'Italie (Frioul-Vénétie Julienne) et la Slovénie (région historique de Goriška). Il est situé près de la ville de Bovec du côté nord-ouest de la Slovénie et près des communes de Resia et de Chiusaforte (province d'Udine) du côté italien.
Il est délimité par les vallées suivantes :
- au nord, Val del Rio del Lago et Val Raccolana;
- à l'ouest, vallée de la Fella;
- à l'est, vallée de la Koritnica;
- au sud, vallées de la Soča, de l'Uccea et de Resia

Le massif est caractérisé par un plateau karstique aride, doté de nombreux puits et gorges qui rendent la progression et l'orientation difficiles par temps de brouillard.
Les points de départ principaux pour la pratique de la randonnée sont au nord Sella Nevea et au sud Bovec, ainsi que les communes de la vallée de Resia.

## Refuges
- refuge Celso Gilberti (1 850 m)
- Bivouac Marussich (2 041 m)
- Dom Petra Skalarja na Caninu (2 260 m)

## Domaine skiable
Kanin est également une station de ski de taille moyenne qui a été développée sur les pentes de la montagne voisine Prestreljenik (2 499 m).
Elle dispose du domaine skiable le plus élevé de Slovénie - le seul à être situé au-delà de 2 000 m et l'un des rares avec Vogel à offrir une ambiance de haute montagne. Cela permet à ce domaine très ensoleillé et enneigé une exploitation jusque début mai. L'altitude peut toutefois être un handicap par mauvais temps, les remontées mécaniques devant alors fermer. L'enneigement est uniquement naturel. En dehors de la longue piste desservie par le troisième tronçon de la télécabine qui relie le domaine depuis la vallée, le domaine offre des pistes très courtes et peu pentues. Des possibilités de ski hors-pistes existent, s'écarter des pistes peut toutefois se révéler dangereux du fait des nombreuses surprises - gorges, trous profonds - cachées sous le manteau neigeux.
Ce domaine est relié à la station voisine de Sella Nevea à Chiusaforte, situé dans la province d'Udine en Italie. Il consiste en la construction d'une piste et d'un téléphérique au niveau du col séparant les deux domaines.
Il est possible de pratiquer le ski de randonnée dans la vallée Krnica.

## Spéléologie
Le massif karstique du Kanin recèle de nombreuses cavités naturelles souterraines majeures, dont les profondeurs connues, indiquées ci-dessous, sont susceptibles d'augmenter, au fil des explorations spéléologiques.

### Cavités les plus profondes du versant italien
- Complesso del Foran del Muss (-1100 m)
- Abisso Led Zeppelin (-960 m)
- Complesso del Col delle Erbe (-935 m)
- Abisso Modonutti Savoia (-805 m)
- Complesso S20 - S31 - FDZ2 (-760 m)
- Abisso « Amore quanto latte » (-745 m)
- Abisso Capitan Findus (-740 m)
- Abisso a SE della quota 1972 ou ET5 (-726 m)
- Abisso II del Poviz ou Gronda Pipote (-720 m)
- Abisso Paolo Fonda (-705 m)

### Cavités les plus profondes du versant slovène
Ce versant se trouve dans la région historique slovène de Goriška.
- Cehi II (-1533 m)
- Crnelsko brezno ou Veliko Sbrego (-1198 m)
- Vandima (-1182 m)
- Ranejevo brezno (-1068)
- Sistem Migovec/Mig (-970 m)
- Skalarjevo brezno (-911 m)
- Bela Griza 1 (-884 m)
- Brezno pod Velbom (-852 m)
- Brezno pri gamsovi glavici / Botrova Jama (-817 m)
- Vrtiglavica (-643 m), 2e plus grand puits naturel dans le monde.